# Fusillade de 2022 à Tel-Aviv
La fusillade de 2022 à Tel-Aviv est survenue le 7 avril 2022 lorsque trois personnes ont été tuées et douze autres blessées lors d'une fusillade de masse dans la ville israélienne de Tel-Aviv.

## Contexte
L'attaque est survenue au milieu de tensions accrues après une série d'attaques meurtrières ce mois-là. Des terroristes loups solitaires palestiniens et israélo-arabes ont tué 11 personnes en moins d'un mois, ce qui en fait l'une des vagues de terrorisme les plus meurtrières dans le pays ces dernières années. La fusillade a également eu lieu au milieu des affrontements habituels du Ramadan à Jérusalem.
Moins de deux semaines plus tôt, cinq personnes avaient été tuées lors d'une série de fusillades en voiture à Bnei Brak, à l'est de Tel-Aviv. En janvier 2016, un tireur arabe israélien a tué deux personnes et en a blessé plusieurs autres (en) dans la même rue de Tel-Aviv.

## Attaque
Vers 21 h 0 le 7 avril, un tireur vêtu de vêtements noirs aurait ouvert le feu à trois endroits de la rue Dizengoff, une artère principale du centre de Tel-Aviv, y compris au bar Ilka. Dix personnes ont été transportées à l'hôpital Ichilov (en), dont deux hommes dans la vingtaine sont décédés des suites de leurs blessures. Douze autres personnes ont été blessées, dont quatre grièvement,,.
Le tireur a pris la fuite à pied et est resté en liberté plusieurs heures après la fusillade. Une vaste chasse à l'homme menée par les forces de sécurité s'est ensuivie. Les mobiles et l'identité du suspect restent inconnus,. Au petit matin du 8 avril, le terroriste a été retrouvé à Jaffa abattu par les forces de sécurité. Il a été identifié comme un palestinien du nord de la Cisjordanie.

## Réactions
Des groupes militants palestiniens tels que le Hamas n'ont pas revendiqué la responsabilité, mais ont toléré et célébré l'attaque, affirmant qu'il s'agissait d'une "réponse naturelle et légitime à l'escalade des crimes de l'occupation contre notre peuple, notre terre, Jérusalem et la mosquée al-Aqsa". Le mouvement du Jihad islamique palestinien a fait écho à la réponse du Hamas et a averti que de nouvelles "incursions" dans la mosquée al-Aqsa ne feraient que conduire à "plus de résistance et d'opérations de rançon".
L'ambassadeur américain en Israël, Tom Nides (en), a tweeté qu'il était "horrifié de voir une autre attaque lâche contre des civils innocents", et l'ambassadeur de l'UE en Israël, Dimiter Tzantchev, a déclaré qu'il était "profondément préoccupé par les informations faisant état d'une autre attaque terroriste contre des civils israéliens".